# Vindesläktet
Vindesläktet (Convolvulus) är ett släkte i familjen vindeväxter. Det är ett stort släkte med fler än 250 arter och förekommer i nästan hela världen.
Ettåriga eller fleråriga örter till vedartade buskar, upprätta, krypande eller klättrande. Blad enkla, skaftade eller oskaftade, helbräddade eller handflikiga. Blommorna kommer i bladvecken, de kan vara ensamma eller i olika typer av blomställningar. Blommorna är trattlika eller klocklika med helt eller grunt flikigt bräm med fem tydliga band.

## Etymologi
Släktnamnet Convolvulus skapades av latinska verbet convolvō, som betyder ”rulla ihop”, ”omslingra”.

## Dottertaxa till vindesläktet, i alfabetisk ordning[1]
- Convolvulus acanthoclados
- Convolvulus afanassievii
- Convolvulus aitchisonii
- Convolvulus aleppensis
- Convolvulus althaeoides
- Convolvulus ammannii
- Convolvulus ammocharis
- Convolvulus angustissimus
- Convolvulus argillicola
- Convolvulus argyracanthus
- Convolvulus argyrothamnos
- Convolvulus arvensis
- Convolvulus aschersonii
- Convolvulus assyricus
- Convolvulus asyrensis
- Convolvulus aucheri
- Convolvulus auricomus
- Convolvulus austroaegyptiacus
- Convolvulus beguinotii
- Convolvulus betonicifolius
- Convolvulus bidentatus
- Convolvulus bidrensis
- Convolvulus blatteri
- Convolvulus boedeckerianus
- Convolvulus boissieri
- Convolvulus bonariensis
- Convolvulus buschiricus
- Convolvulus bussei
- Convolvulus calvertii
- Convolvulus canariensis
- Convolvulus cantabrica
- Convolvulus capensis
- Convolvulus capituliferus
- Convolvulus caput-medusae
- Convolvulus carduchorum
- Convolvulus carrii
- Convolvulus cassius
- Convolvulus cataonicus
- Convolvulus cateniflorus
- Convolvulus cephalophorus
- Convolvulus cephalopodus
- Convolvulus chaudharyi
- Convolvulus chilensis
- Convolvulus chondrilloides
- Convolvulus cladotrichus
- Convolvulus clementii
- Convolvulus cneorum
- Convolvulus coelesyriacus
- Convolvulus commutatus
- Convolvulus compactus
- Convolvulus crenatifolius
- Convolvulus demissus
- Convolvulus deserticulus
- Convolvulus divaricatus
- Convolvulus dorycnium
- Convolvulus dregeanus
- Convolvulus dryadum
- Convolvulus durandoi
- Convolvulus elegantissimus
- Convolvulus elymaiticus
- Convolvulus ensifolius
- Convolvulus equitans
- Convolvulus eremophilus
- Convolvulus erinaceus
- Convolvulus erubescens
- Convolvulus euphraticus
- Convolvulus excelsus
- Convolvulus eyreanus
- Convolvulus farinosus
- Convolvulus fatmensis
- Convolvulus fernandesii
- Convolvulus filipes
- Convolvulus floridus
- Convolvulus fractosaxosus
- Convolvulus fruticosus
- Convolvulus fruticulosus
- Convolvulus galaticus
- Convolvulus galpinii
- Convolvulus georgicus
- Convolvulus germaniciae
- Convolvulus gharbensis
- Convolvulus gilbertii
- Convolvulus glabrescens
- Convolvulus glandulosus
- Convolvulus glaouorum
- Convolvulus gonocladus
- Convolvulus gortschakovii
- Convolvulus gracillimus
- Convolvulus graminetinus
- Convolvulus grantii
- Convolvulus grigorjevii
- Convolvulus hamadae
- Convolvulus hamphilahensis
- Convolvulus hamrinensis
- Convolvulus hasslerianus
- Convolvulus hermanniae
- Convolvulus hildebrandtii
- Convolvulus holosericeus
- Convolvulus huber-morathii
- Convolvulus humilis
- Convolvulus hystrix
- Convolvulus incisus
- Convolvulus infantispinosus
- Convolvulus jeffreyi
- Convolvulus jordanensis
- Convolvulus kilimandschari
- Convolvulus koeieanus
- Convolvulus korolkowii
- Convolvulus kotschyanus
- Convolvulus krauseanus
- Convolvulus kurdistanicus
- Convolvulus laciniatus
- Convolvulus lactescens
- Convolvulus lanatus
- Convolvulus lanjouwii
- Convolvulus lanuginosus
- Convolvulus leiocalycinus
- Convolvulus leptocladus
- Convolvulus libanoticus
- Convolvulus lilloi
- Convolvulus lindbergii
- Convolvulus lineatus
- Convolvulus linoides
- Convolvulus longipedunculatus
- Convolvulus lopezsocasii
- Convolvulus maireanus
- Convolvulus mairei
- Convolvulus massonii
- Convolvulus mataxocarpus
- Convolvulus matutinus
- Convolvulus mazicum
- Convolvulus microcalyx
- Convolvulus microsepalus
- Convolvulus mollissimus
- Convolvulus montanus
- Convolvulus multifidus
- Convolvulus natalensis
- Convolvulus ocellatus
- Convolvulus oleifolius
- Convolvulus olgae
- Convolvulus oppositifolius
- Convolvulus oreophilus
- Convolvulus ottonis
- Convolvulus oxyphyllus
- Convolvulus palaestinus
- Convolvulus palustris
- Convolvulus pentapetaloides
- Convolvulus perraudieri
- Convolvulus persicus
- Convolvulus peshmenii
- Convolvulus phrygius
- Convolvulus pilosellifolius
- Convolvulus pitardii
- Convolvulus prostratus
- Convolvulus pseudocantabricus
- Convolvulus pseudocompactus
- Convolvulus pseudoscammonia
- Convolvulus pulvinatus
- Convolvulus pyrrhotrichus
- Convolvulus rectangularis
- Convolvulus recurvatus
- Convolvulus remotus
- Convolvulus reticulatus
- Convolvulus retrosepalus
- Convolvulus rhyniospermus
- Convolvulus rottlerianus
- Convolvulus rozynskii
- Convolvulus ruprechtii
- Convolvulus ruspolii
- Convolvulus sabatius
- Convolvulus sagittatus
- Convolvulus sarathocladus
- Convolvulus sargarianus
- Convolvulus sarmentosus
- Convolvulus scammonia
- Convolvulus schimperi
- Convolvulus schirazianus
- Convolvulus schulzei
- Convolvulus scoparius
- Convolvulus scopulatus
- Convolvulus secundus
- Convolvulus sericophyllus
- Convolvulus siculus
- Convolvulus sinuatodentatus
- Convolvulus sistanicus
- Convolvulus spicatus
- Convolvulus spinosus
- Convolvulus stachydifolius
- Convolvulus stapfii
- Convolvulus stenocladus
- Convolvulus steppicola
- Convolvulus steudneri
- Convolvulus stocksii
- Convolvulus subauriculatus
- Convolvulus subsericeus
- Convolvulus subspathulatus
- Convolvulus supinus
- Convolvulus taquetii
- Convolvulus tedmoorei
- Convolvulus thunbergii
- Convolvulus thymoides
- Convolvulus trabutianus
- Convolvulus tragacanthoides
- Convolvulus tricolor
- Convolvulus tschimganicus
- Convolvulus tshegemensis
- Convolvulus tujuntauensis
- Convolvulus turcicus
- Convolvulus turrillianus
- Convolvulus ulicinus
- Convolvulus urosepalus
- Convolvulus waitaha
- Convolvulus valentinus
- Convolvulus verdcourtianus
- Convolvulus verecundus
- Convolvulus vidalii
- Convolvulus wimmerensis
- Convolvulus virgatus
- Convolvulus vollesenii
- Convolvulus volubilis
- Convolvulus zargarianus
- Convolvulus zimmermannii

## Synonymer
- Campanulopsis Roberty) Roberty, 1964
- Cissampelos ?
- Exocroa Rafinesque, 1836
- Lizeron Rafinesque, 1836
- Nemostima Rafinesque, 1836
- Strophocaulon Small, 1933
- Symethus Rafinesque, 1836

## Bildgalleri

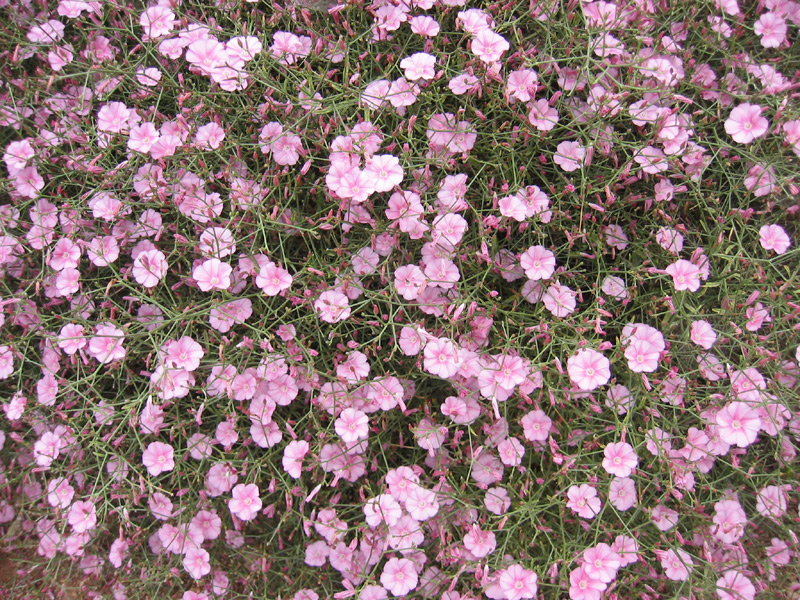
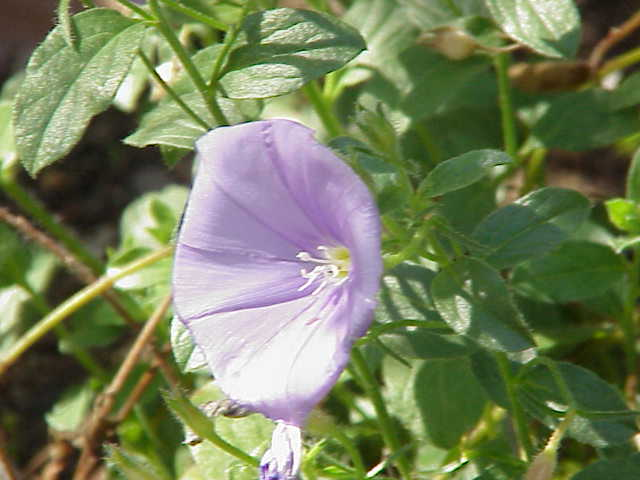
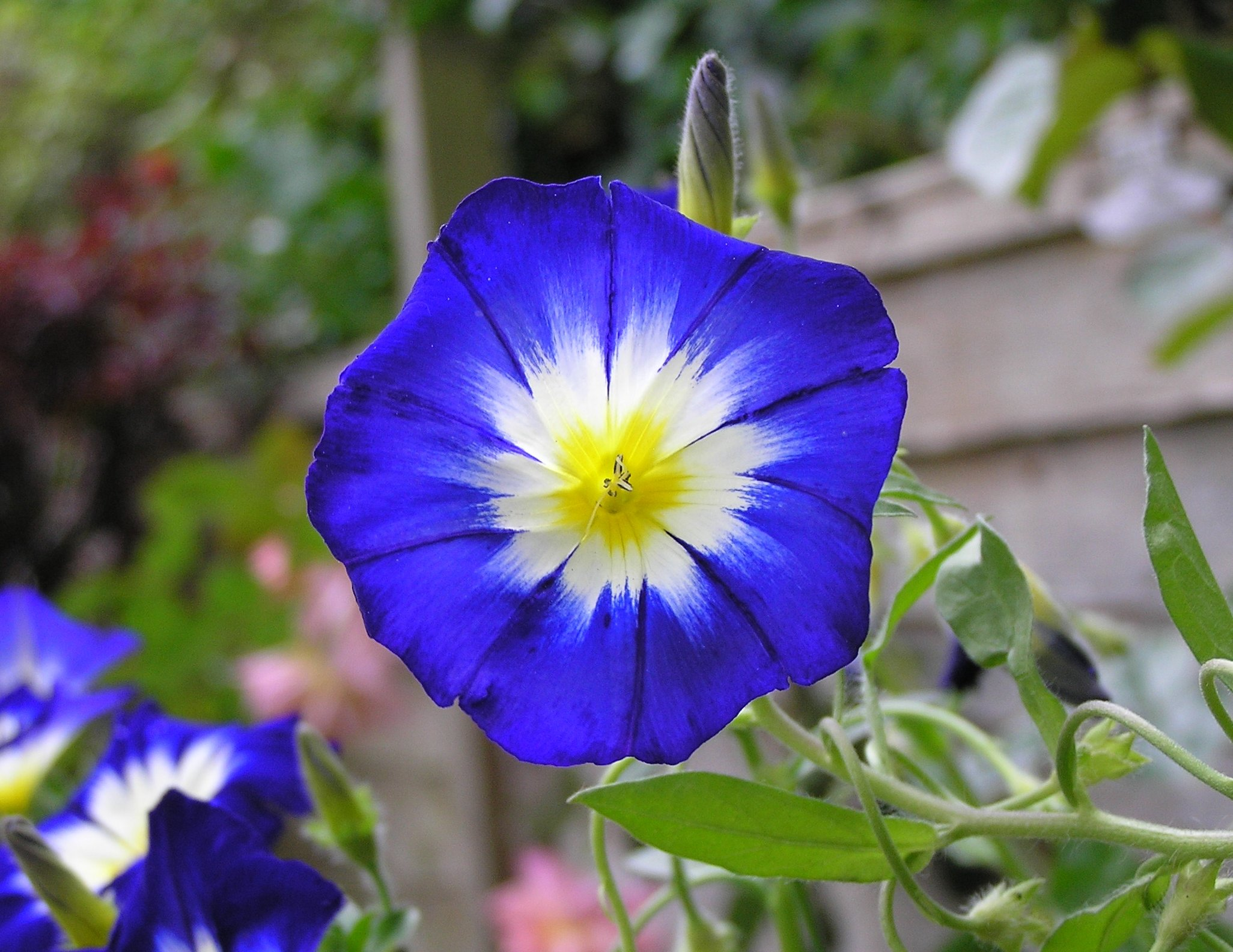
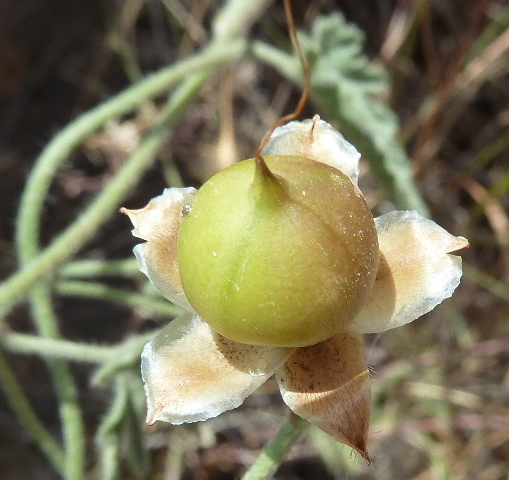